# Carlos Whaley
Carlos R. Whaley (ur. ? – zm. ?) – argentyński piłkarz, grający podczas kariery na pozycji napastnika.

## Kariera klubowa
Carlos Whaley podczas kariery piłkarskiej występował w klubie Belgrano AC.

## Kariera reprezentacyjna
Jedyny raz w reprezentacji Argentyny Whaley wystąpił 6 października 1907 w wygranym 2-1 meczu z Urugwajem, którego stawką była Copa Newton.